# 隆斯海姆
隆斯海姆是德国莱茵兰-普法尔茨州的一个市镇。总面积4.56平方公里，总人口566人，其中男性283人，女性283人（2011年12月31日），人口密度124人/平方公里。